# Verzorgingsplaats Liesbos
Verzorgingsplaats Liesbos is een Nederlandse verzorgingsplaats, gelegen aan de zuidzijde van de A58 in de richting Vlissingen → Eindhoven tussen afritten 18 en 16 in de gemeente Etten-Leur. De verzorgingsplaats ontleent haar naam aan een nabijgelegen bos. In september 2011 zijn middels een veiling de huurrechten van het pompstation verkocht en heeft Shell 5,4 miljoen euro neergelegd voor het recht om er de komende 15 jaar brandstof te verkopen.
De verzorgingsplaats Bremberg ligt aan de overzijde van de snelweg.

## Referentie
1. ↑  Veiling benzinestations 2011 door Rijksvastgoed- en ontwikkelingsbedrijf, www.rvob.nl
2. ↑  benzinestations verhuurd[dode link], rvob.nl

Richting Vlissingen: Kriekampen · Brehees · Blaak · Molenheide · Lage Aard · Bremberg · Hoezaar · Spuitendonk · Wouwse Tol Noord · 't Scheld · Vliete · Selnisse
Richting Eindhoven: Arnemuiden · Vliedberg · Voetpomp · Het Rak · Wouwse Tol Zuid · Mastpolder · Liesbos · Hooge Aard · Raakeind · Leikant · Kerkeind · Kloosters